# Badminton nos Jogos Pan-Americanos de 2015 - Duplas masculinas
O evento duplas masculinas do badminton nos Jogos Pan-Americanos de 2015 foi disputado no Centro Atos Pan e Parapan-Americano de Markham em Markham entre os dias 12 e 15 de julho.

## Calendário
Horário local (UTC-4).
| Data        | Horário | Fase             |
| ----------- | ------- | ---------------- |
| 12 de julho | 10:45   | Primeira rodada  |
| 13 de julho | 10:00   | Quartas de final |
| 14 de julho | 11:30   | Semifinal        |
| 15 de julho | 14:45   | Final            |

## Medalhistas
| Ouro   | USA Phillip Chew e Sattawat Pongnairat                            |
| Prata  | BRA Hugo Arthuso e Daniel Paiola                                  |
| Bronze | DOM Willian Cabrera e Nelson Javier MEX Job Castillo e Lino Muñoz |

## Cabeças-de-chave
| 1. USA Phillip Chew / Sattawat Pongnairat (Campeões) | 1. GUA Rodolfo Ramirez / Jonathan Solis (Quartas de final) |

## Resultados

### Finais
|  | Semifinals | Semifinals                           | Semifinals                     | Semifinals | Semifinals |                                      |    | Final | Final | Final | Final | Final |
|  |            |                                      |                                |            |            |                                      |    |       |       |       |       |       |
|  | 1          | USA Phillip Chew Sattawat Pongnairat | 21                             | 21         |            |                                      |    |       |       |       |       |       |
|  |            | MEX Job Castillo Lino Muñoz          | 19                             | 13         |            |                                      |    |       |       |       |       |       |
|  |            | MEX Job Castillo Lino Muñoz          | 19                             | 13         | 1          | USA Phillip Chew Sattawat Pongnairat | 21 | 21    |       |       |       |       |
|  |            |                                      |                                |            |            | USA Phillip Chew Sattawat Pongnairat | 21 | 21    |       |       |       |       |
|  |            |                                      | BRA Hugo Arthuso Daniel Paiola | 18         | 16         |                                      |    |       |       |       |       |       |
|  |            | DOM Willian Cabrera Nelson Javier    | BRA Hugo Arthuso Daniel Paiola | 18         | 16         | 13                                   | 21 |       |       |       |       |       |
|  |            | DOM Willian Cabrera Nelson Javier    |                                |            |            | 13                                   | 21 |       |       |       |       |       |
|  |            | BRA Hugo Arthuso Daniel Paiola       | 21                             | 23         |            |                                      |    |       |       |       |       |       |

### Chave superior
| Primeira rodada | Primeira rodada            | Primeira rodada | Primeira rodada | Primeira rodada |  |  | Quartas de final | Quartas de final        | Quartas de final | Quartas de final | Quartas de final |  |  | Semifinal | Semifinal               | Semifinal | Semifinal | Semifinal |
|                 |                            |                 |                 |                 |  |  |                  |                         |                  |                  |                  |  |  |           |                         |           |           |           |
|                 |                            |                 |                 |                 |  |  |                  |                         |                  |                  |                  |  |  |           |                         |           |           |           |
|                 |                            |                 |                 |                 |  |  | 1                | USA P Chew S Pongnairat | 21               | 21               |                  |  |  |           |                         |           |           |           |
|                 | ARG F Diaz P Macagno       | 15              | 14              |                 |  |  |                  | JAM G Henry D Reid      | 14               | 17               |                  |  |  |           |                         |           |           |           |
|                 | JAM G Henry D Reid         | 21              | 21              |                 |  |  |                  |                         |                  |                  |                  |  |  | 1         | USA P Chew S Pongnairat | 21        | 21        |           |
|                 |                            |                 |                 |                 |  |  |                  |                         |                  |                  |                  |  |  |           | MEX J Castillo L Muñoz  | 19        | 13        |           |
|                 |                            |                 |                 |                 |  |  |                  | MEX J Castillo L Muñoz  | 21               | 21               |                  |  |  |           |                         |           |           |           |
|                 | BRA YC de Oliveira A Tjong | 10              | 17              |                 |  |  |                  | PER M Cuba M Del Valle  | 17               | 14               |                  |  |  |           |                         |           |           |           |
|                 | PER M Cuba M Del Valle     | 22              | 21              |                 |  |  |                  |                         |                  |                  |                  |  |  |           |                         |           |           |           |

### Chave inferior
| Primeira rodada | Primeira rodada           | Primeira rodada | Primeira rodada | Primeira rodada |  |  | Quartas de final | Quartas de final       | Quartas de final | Quartas de final | Quartas de final |  |  | Semifinal | Semifinal              | Semifinal | Semifinal | Semifinal |
|                 |                           |                 |                 |                 |  |  |                  |                        |                  |                  |                  |  |  |           |                        |           |           |           |
|                 | DOM W Cabrera N Javier    | 21              | 21              |                 |  |  |                  |                        |                  |                  |                  |  |  |           |                        |           |           |           |
|                 | CHI C Araya I Leon        | 19              | 18              |                 |  |  |                  | DOM W Cabrera N Javier | 21               | 21               |                  |  |  |           |                        |           |           |           |
|                 | MEX L Garrido A Ocegueda  | 19              | 21              | 19              |  |  |                  | CUB L Martinez E Reyes | 15               | 14               |                  |  |  |           |                        |           |           |           |
|                 | CUB L Martinez E Reyes    | 21              | 11              | 21              |  |  |                  |                        |                  |                  |                  |  |  |           | DOM W Cabrera N Javier | 13        | 21        |           |
|                 | BRA H Arthuso D Paiola    | 21              | 21              |                 |  |  |                  |                        |                  |                  |                  |  |  |           | BRA H Arthuso D Paiola | 21        | 23        |           |
|                 | PER A Corpancho J Guevara | 13              | 17              |                 |  |  |                  | BRA H Arthuso D Paiola | 21               | 21               |                  |  |  |           |                        |           |           |           |
|                 |                           |                 |                 |                 |  |  | 2                | GUA R Ramirez J Solis  | 15               | 18               |                  |  |  |           |                        |           |           |           |
|                 |                           |                 |                 |                 |  |  |                  |                        |                  |                  |                  |  |  |           |                        |           |           |           |